# Pascal Drèze
Paschal-Joseph Drèze, ook soms Paschal geschreven, (Grand-Rechain, 1797 - Hodimont, 1881) was lid van het Belgisch Nationaal Congres.

## Levensloop
In 1830 werd Drèze plaatsvervangend lid van het Nationaal Congres, waar hij pas op 13 april 1831 effectief lid van werd, in opvolging van de ontslagnemende Pierre David. Dit was zeer laattijdig, maar het belette niet dat Drèze zich liet opmerken door in de twee belangrijkste nog resterende stemmingen tegen de meerderheid te stemmen. Op 4 juni was hij een van diegenen die tegen de kandidatuur van Leopold van Saksen Coburg stemden en op 9 juli stemde hij tegen het Verdrag der XVIII artikelen. Hij hield een redevoering tegen de kandidatuur van Leopold, maar de tekst werd (uitzonderlijk was dat) niet opgenomen in de notulen van de vergadering.
Verder was hij rechter en vervolgens voorzitter van de rechtbank van eerste aanleg in Verviers.